# Plàstinki
Plàstinki (en rus: Пластинки) és un poble de l'óblast de Lípetsk, a Rússia, que el 2011 tenia 516 habitants. Pertany al districte rural d'Úsman.